# Рат с деком
Рат с деком (енгл. The War with Grandpa) је амерички породично-хумористички филм из 2020. године редитеља Тима Хила, из сценарија Тома Ј. Астла и Мета Ембера, заснован је на истоименом роману Роберта Кимела Смита. Филм говори о младом дечаку (Оукс Фегли) који се у шаљивом рату бори са дедом (Роберт де Ниро) како би натерао свог деду да се исели из његове собе након што се пресели код породице. Такође глуме Ума Терман, Роб Ригл, Лора Марано, Чич Марин и Џејн Симор.
Првобитно снимљен у мају 2017. године, издање филма Рат с деком је одложено неколико пута због промена фотографија и затварања -The Weinstein Company}--а, оригиналног дистрибутера. Филм је на крају издат 9. октобра 2020. године у Сједињеним Државама од стране 101 Studios-а, као и у иностранству почев од августа 2020. године од стране Brookdale Studios-а. Филм је издат 17. септембра 2020. године у Србији од стране -Taramount Film}--а. Добило је генерално негативне критике критичара и зарадио је 40 милиона америчких долара широм света у поређењу са продукцијским буџетом од 38 милиона америчких долара. Наставак је у развоју.

## Радња
Питер (Оукс Фегли) је обичан дечак који иде у шести разред—он воли компјутерске игрице, дружи се са пријатељима и обожава своје ер џордан патике. Али, када се његов дека Ед (Роберт де Ниро), који је недавно постао удовац, досели у Питерову кућу, дечак је приморан да се одрекне највеће драгоцености, своје спаваће собе. Не пристајући на ту неправду, Питер смишља низ детаљно осмишљених подвала, у намери да истера уљеза, али дека Ед не жели да се преда без борбе. Убрзо, ова двојица бораца започињу прави рат који ће имати урнебесне последице.

## Улоге
| Глумац           | Улога                      |
| ---------------- | -------------------------- |
| Роберт де Ниро   | Ед Марино                  |
| Оукс Фегли       | Питер Декер                |
| Ума Терман       | Сали Марино-Декер          |
| Роб Ригл         | Артур Декер                |
| Лора Марано      | Мија Декер                 |
| Попи Гагнон      | Џени Декер                 |
| Чич Марин        | Дени                       |
| Кристофер Вокен  | Џери                       |
| Џејн Симор       | Дајана                     |
| Хулиосезар Чавез | Били                       |
| Ајзак Крагтен    | Стив                       |
| Т.Ј. Макгибон    | Ема                        |
| Колин Форд       | Расел                      |
| Џо Желчион       | Чак                        |
| Фајзон Лав       | Дејвид                     |
| Кендрик Крос     | исправљач осигурања        |
| Дру Шејд         | чудовиште из осмог разреда |